# Olli Muotka
Olli Muotka (* 14. Juli 1988 in Rovaniemi) ist ein ehemaliger finnischer Skispringer.

## Werdegang
Muotka, der seit der Saison 2011/2012 für den Verein Lahden Hiihtoseura startet und zuvor für Ounasvaaran Hiihtoseura, den Verein seiner Heimatstadt Rovaniemi, startete, war vor seiner Karriere als Skispringer als Nordischer Kombinierer aktiv und startete dort im Weltcup B. Muotka hatte seine ersten internationalen Auftritte im drittklassigen FIS-Cup in Kuopio im Dezember 2005, wo er mit einem 24. Platz auf Anhieb punktete. Auch im Continental Cup, wo er am 1. Dezember 2007 im italienischen Pragelato debütierte, konnte er gleich bei seinem ersten Springen Punkte einfahren, er beendete den Wettkampf auf Platz 21. Seinen ersten Sieg im Continental Cup erreichte er am 27. Dezember 2010 im schweizerischen Engelberg.
Im März 2007 gewann der Schüler bei den Junioren-Weltmeisterschaften im italienischen Tarvisio die Bronzemedaille im Teamspringen an der Seite von Sami Niemi, Mika Kauhanen und Lauri Asikainen. Am 9. März 2009 wurde Muotka als Mitglied der Nationalen Gruppe in Kuopio zum ersten Mal in einer Qualifikation für einen Weltcup-Wettkampf eingesetzt, verpasste jedoch mit Platz 59. die Qualifikation.
Seine ersten Weltcuppunkte holte er am 16. Januar 2010 beim Springen im japanischen Sapporo, welches er auf dem 14. Rang abschloss. Ein Ergebnis, das er bis heute lediglich einmal, am 13. Februar 2011 in Vikersund, wiederholen konnte. Knapp zwei Monate später gewann er zusammen mit Janne Happonen, Matti Hautamäki und Harri Olli als Ersatz für den fehlenden Janne Ahonen die Bronzemedaille beim Mannschaftsspringen der Skiflug-Weltmeisterschaft 2010 in Planica.
Bei den Finnischen Meisterschaften im Skispringen 2011 in Kuopio gewann Muotka vor Jarkko Määttä und Juha-Matti Ruuskanen den Titel von der Großschanze. Eine Woche später ließ er in seiner Geburtsstadt Rovaniemi den Titel von der Normalschanze folgen.
Ende 2016 nahm Muotka letztmals bei internationalen Wettkämpfen teil.

## Erfolge

### Weltcup-Platzierungen
| Saison  | Platz | Punkte |
| ------- | ----- | ------ |
| 2009/10 | 55.   | 41     |
| 2010/11 | 43.   | 76     |
| 2011/12 | 59.   | 21     |
| 2012/13 | 58.   | 21     |
| 2013/14 | 63.   | 31     |

### Grand-Prix-Platzierungen
| Saison | Platz | Punkte |
| ------ | ----- | ------ |
| 2010   | 51.   | 18     |
| 2012   | 61.   | 13     |
| 2013   | 34.   | 85     |